# Dagangli
Dagangli (kinesiska: 大岗李, 大岗李乡) är en socken i Kina. Den ligger i provinsen Henan, i den centrala delen av landet, omkring 82 kilometer sydost om provinshuvudstaden Zhengzhou. Antalet invånare är 42 472. Befolkningen består av 20 688 kvinnor och 21 784 män. Barn under 15 år utgör 24,0 %, vuxna 15-64 år 67 %, och äldre över 65 år 7,0 %.
Genomsnittlig årsnederbörd är 737 millimeter. Den regnigaste månaden är juli, med i genomsnitt 173 mm nederbörd, och den torraste är januari, med 3 mm nederbörd.